# Medische astrologie

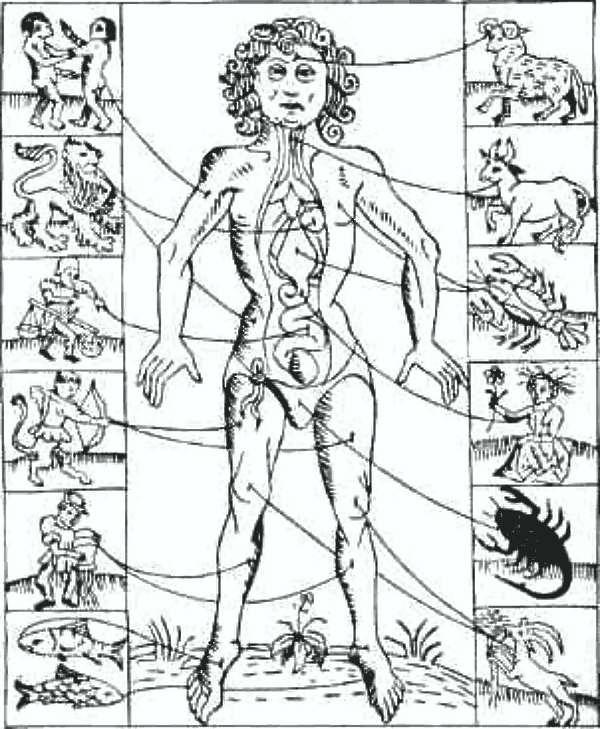
Een geval van melothesia: de associaties tussen en invloed op de twaalf astrologische tekens en de verschillende delen van het lichaam. Een illustratie uit 1702 van de homo signorum.

Medische astrologie is een toepassing van astrologie waarbij door niet-artsen volgens de regels van de astrologie een geboortehoroscoop wordt geanalyseerd om vragen in verband met de gezondheid van een persoon te kunnen beantwoorden. 
Bij de horoscoopanalyse associeert de astroloog de verschillende delen van het lichaam, ziekten en geneesmiddelen met de zon, de maan en de planeten, en de twaalf astrologische tekens van de dierenriem. Voor de behandeling worden op basis van deze analyse natuurgeneeswijzen zoals kruidengeneeskunde, of andere alternatieve geneeswijzen zoals edelsteentherapie en reuktherapie aangewend.
De middeleeuwse arts die medische astrologie als hulp gebruikte bij zijn diagnose, trachtte vooral de planeet te vinden - meestal Mars of Saturnus - die de problemen veroorzaakte. Eens dit was vastgesteld, paste hij een remedie toe die tegengesteld van aard was aan die van de ziekmakende planeet. Bijvoorbeeld: als Mars als verantwoordelijke werd aangewezen, werden Venuskruiden toegepast zoals rozen, tijm en duizendblad.